# Maximilian Gardel
Maximilian Gardel, född den 18 december 1741 i Mannheim, död den 11 mars 1787 i Paris, var en fransk dansör och balettmästare. Han var bror till Pierre Gardel.
Maximilian Gardel var från 1760 anställd vid Stora operan i Paris och komponerade flera baletter, bland annat Le premier navigateur, ou le pouvoir de l'amour (1785) och pantomimen La chercheuse d'esprit (1778). Till Marie-Antoinettes förmälning 1770 skapade Gardel sin berömda Menuet de la reine.